# إدي كولكوهون
إدي كولكوهون (بالإنجليزية: Eddie Colquhoun)‏ هو لاعب كرة قدم بريطاني، ولد في 29 مارس 1945 في برستنبانز في المملكة المتحدة. شارك مع منتخب اسكتلندا لكرة القدم. أما مع النوادي، فقد لعب مع شيفيلد يونايتد ونادي بوري ووست بروميتش ألبيون.

## وصلات خارجية
- إدي كولكوهون على موقع الاتحاد الإسكتلندي (الإنجليزية)
- إدي كولكوهون على موقع ناشيونال فوتبول تيمز (الإنجليزية)
- إدي كولكوهون على موقع عالم كرة القدم.نت (الإنجليزية)